# Linia kolejowa Wodzisław Śląski – Marklowice MrB
Linia kolejowa nr 215 Wodzisław Śląski – Marklowice MrB – przemysłowa linia kolejowa łącząca stację kolejową w Wodzisławiu Śląskim z szybem górniczym KWK Marcel w Marklowicach, pozostaje w zarządzie spółki Infra Silesia.
Linia kolejowa rozpoczyna się na stacji kolejowej Wodzisław Śląski położonej na styku sieci kolejowej PKP PLK oraz Infra Silesia, natomiast końcowym punktem jest stacja zakładowa Marklowice MrB położona na terenie Kopalni Węgla Kamiennego Marcel w Marklowicach. Linia jest niezelektryfikowana.

## Przewozy towarowe
Głównym towarem, przewożonym tą linią są materiały podsadzkowe oraz inne materiały górnicze do szybu KWK Marcel w Marklowicach ze stacji w Wodzisławiu Śląskim oraz z radlińskiej części Kopalni Marcel.